# Vuelta a Alemania 2019
La 34.ª edición de la Vuelta a Alemania es una carrera de ciclismo en ruta por etapas que se celebró entre el 29 de agosto y el 1 de septiembre de 2019 en Alemania, con inicio en la ciudad de Hannover y final en la ciudad de Érfurt sobre un recorrido de 703 kilómetros.
La prueba hizo parte del UCI Europe Tour 2019 dentro de la categoría 2.HC (máxima categoría de estos circuitos).

## Equipos participantes
Tomaron parte en la carrera 22 equipos: 15 de categoría UCI WorldTeam; 3 de categoría Profesional Continental; y 4 de categoría Continental. Formando así un pelotón de 132 ciclistas de los que acabaron 112. Los equipos participantes fueron:
| WorldTeams (15)- AG2R La Mondiale - Astana - Bahrain-Merida - Bora-hansgrohe - CCC Team - Deceuninck-Quick Step - EF Education First - Lotto Soudal - Dimension Data - Ineos - Team Jumbo-Visma - Katusha-Alpecin - Team Sunweb - Trek-Segafredo - UAE Team Emirates Equipos continentales profesionales (3)- Gazprom-RusVelo - Arkéa-Samsic - Wanty-Groupe Gobert Equipos continentales (4)- Bike Aid - Dauner-AKKON - Lotto-Kern-Haus - P&S Metalltechnik |
| |

## Recorrido
La Vuelta a Alemania dispuso de cuatro etapas para un recorrido total de 703 kilómetros.
| Etapa     | Fecha     | Recorrido              | type                   | Distancia (km) | Ganador            | Líder              |
| --------- | --------- | ---------------------- | ---------------------- | -------------- | ------------------ | ------------------ |
| 1.ª etapa | 29 de ago | Hannover – Halberstadt | etapa llana            | 167            | Pascal Ackermann   | Pascal Ackermann   |
| 2.ª etapa | 30 de ago | Marburgo – Gotinga     | etapa escarpada        | 199            | Alexander Kristoff | Alexander Kristoff |
| 3.ª etapa | 31 de ago | Gotinga – Eisenach     | etapa escarpada        | 177            | Kasper Asgreen     | Jasper Stuyven     |
| 4.ª etapa | 1 de sep  | Eisenach – Érfurt      | etapa de media montaña | 160            | Sonny Colbrelli    | Jasper Stuyven     |

### 1.ª etapa
| Hannover - Halberstadt | etapa llana | (167 km) |

| \| Clasificación de la etapa \| Clasificación de la etapa \| Clasificación de la etapa \| Clasificación de la etapa \| Clasificación de la etapa \| \| Ciclista \| Ciclista \| Equipo \| Tiempo \| \| \| ------------------------- \| --------------------------- \| ------------------------- \| ------------------------- \| ------------------------- \| \| 1.º \| Pascal Ackermann \| Bora-Hansgrohe \| 3 h 49 min 30 s \| \| \| 2.º \| Alexander Kristoff \| UAE Team Emirates \| + 0 s \| \| \| 3.º \| Simone Consonni \| UAE Team Emirates \| + 0 s \| \| \| 4.º \| Cees Bol \| Team Sunweb \| + 0 s \| \| \| 5.º \| Jasper Stuyven \| Trek-Segafredo \| + 0 s \| \| \| 6.º \| Kasper Asgreen \| Deceuninck-Quick Step \| + 0 s \| \| \| 7.º \| Reinardt Janse van Rensburg \| Dimension Data \| + 0 s \| \| \| 8.º \| Nico Denz \| AG2R La Mondiale \| + 0 s \| \| \| 9.º \| Nils Politt \| Katusha-Alpecin \| + 0 s \| \| \| 10.º \| Sonny Colbrelli \| Bahrain-Merida \| + 0 s \| \| |                             |                       |                 |
| |                             |                       |                 |
| Fuente: ProCyclingStats |                             |                       |                 |
| Clasificación de la etapa |                             |                       |                 |
| Ciclista | Ciclista                    | Equipo                | Tiempo          |
| 1.º | Pascal Ackermann            | Bora-Hansgrohe        | 3 h 49 min 30 s |
| 2.º | Alexander Kristoff          | UAE Team Emirates     | + 0 s           |
| 3.º | Simone Consonni             | UAE Team Emirates     | + 0 s           |
| 4.º | Cees Bol                    | Team Sunweb           | + 0 s           |
| 5.º | Jasper Stuyven              | Trek-Segafredo        | + 0 s           |
| 6.º | Kasper Asgreen              | Deceuninck-Quick Step | + 0 s           |
| 7.º | Reinardt Janse van Rensburg | Dimension Data        | + 0 s           |
| 8.º | Nico Denz                   | AG2R La Mondiale      | + 0 s           |
| 9.º | Nils Politt                 | Katusha-Alpecin       | + 0 s           |
| 10.º | Sonny Colbrelli             | Bahrain-Merida        | + 0 s           |

| \| Clasificación general \| Clasificación general \| Clasificación general \| Clasificación general \| Clasificación general \| \| Ciclista \| Ciclista \| Equipo \| Tiempo \| \| \| --------------------- \| --------------------------- \| --------------------- \| --------------------- \| --------------------- \| \| 1.º \| Pascal Ackermann \| Bora-Hansgrohe \| 3 h 49 min 20 s \| \| \| 2.º \| Alexander Kristoff \| UAE Team Emirates \| + 4 s \| \| \| 3.º \| Simone Consonni \| UAE Team Emirates \| + 6 s \| \| \| 4.º \| Tom Slagter \| Dimension Data \| + 8 s \| \| \| 5.º \| Kasper Asgreen \| Deceuninck-Quick Step \| + 9 s \| \| \| 6.º \| Cees Bol \| Team Sunweb \| + 10 s \| \| \| 7.º \| Jasper Stuyven \| Trek-Segafredo \| + 10 s \| \| \| 8.º \| Reinardt Janse van Rensburg \| Dimension Data \| + 10 s \| \| \| 9.º \| Nico Denz \| AG2R La Mondiale \| + 10 s \| \| \| 10.º \| Nils Politt \| Katusha-Alpecin \| + 10 s \| \| |                             |                       |                 |
| |                             |                       |                 |
| Fuente: ProCyclingStats |                             |                       |                 |
| Clasificación general |                             |                       |                 |
| Ciclista | Ciclista                    | Equipo                | Tiempo          |
| 1.º | Pascal Ackermann            | Bora-Hansgrohe        | 3 h 49 min 20 s |
| 2.º | Alexander Kristoff          | UAE Team Emirates     | + 4 s           |
| 3.º | Simone Consonni             | UAE Team Emirates     | + 6 s           |
| 4.º | Tom Slagter                 | Dimension Data        | + 8 s           |
| 5.º | Kasper Asgreen              | Deceuninck-Quick Step | + 9 s           |
| 6.º | Cees Bol                    | Team Sunweb           | + 10 s          |
| 7.º | Jasper Stuyven              | Trek-Segafredo        | + 10 s          |
| 8.º | Reinardt Janse van Rensburg | Dimension Data        | + 10 s          |
| 9.º | Nico Denz                   | AG2R La Mondiale      | + 10 s          |
| 10.º | Nils Politt                 | Katusha-Alpecin       | + 10 s          |

### 2.ª etapa
| Marburgo - Gotinga | etapa escarpada | (199 km) |

| \| Clasificación de la etapa \| Clasificación de la etapa \| Clasificación de la etapa \| Clasificación de la etapa \| Clasificación de la etapa \| \| Ciclista \| Ciclista \| Equipo \| Tiempo \| \| \| ------------------------- \| --------------------------- \| ------------------------- \| ------------------------- \| ------------------------- \| \| 1.º \| Alexander Kristoff \| UAE Team Emirates \| 4 h 21 min 04 s \| \| \| 2.º \| Sonny Colbrelli \| Bahrain-Merida \| + 0 s \| \| \| 3.º \| Yves Lampaert \| Deceuninck-Quick Step \| + 0 s \| \| \| 4.º \| Benjamin Swift \| Team Ineos \| + 0 s \| \| \| 5.º \| Jasper Stuyven \| Trek-Segafredo \| + 0 s \| \| \| 6.º \| Reinardt Janse van Rensburg \| Dimension Data \| + 0 s \| \| \| 7.º \| Marc Hirschi \| Team Sunweb \| + 0 s \| \| \| 8.º \| Timo Roosen \| Team Jumbo-Visma \| + 0 s \| \| \| 9.º \| Toms Skujiņš \| Trek-Segafredo \| + 0 s \| \| \| 10.º \| Jens Keukeleire \| Lotto-Soudal \| + 0 s \| \| |                             |                       |                 |
| |                             |                       |                 |
| Fuente: ProCyclingStats |                             |                       |                 |
| Clasificación de la etapa |                             |                       |                 |
| Ciclista | Ciclista                    | Equipo                | Tiempo          |
| 1.º | Alexander Kristoff          | UAE Team Emirates     | 4 h 21 min 04 s |
| 2.º | Sonny Colbrelli             | Bahrain-Merida        | + 0 s           |
| 3.º | Yves Lampaert               | Deceuninck-Quick Step | + 0 s           |
| 4.º | Benjamin Swift              | Team Ineos            | + 0 s           |
| 5.º | Jasper Stuyven              | Trek-Segafredo        | + 0 s           |
| 6.º | Reinardt Janse van Rensburg | Dimension Data        | + 0 s           |
| 7.º | Marc Hirschi                | Team Sunweb           | + 0 s           |
| 8.º | Timo Roosen                 | Team Jumbo-Visma      | + 0 s           |
| 9.º | Toms Skujiņš                | Trek-Segafredo        | + 0 s           |
| 10.º | Jens Keukeleire             | Lotto-Soudal          | + 0 s           |

| \| Clasificación general \| Clasificación general \| Clasificación general \| Clasificación general \| Clasificación general \| \| Ciclista \| Ciclista \| Equipo \| Tiempo \| \| \| --------------------- \| --------------------------- \| --------------------- \| --------------------- \| --------------------- \| \| 1.º \| Alexander Kristoff \| UAE Team Emirates \| 8 h 10 min 18 s \| \| \| 2.º \| Sonny Colbrelli \| Bahrain-Merida \| + 10 s \| \| \| 3.º \| Yves Lampaert \| Deceuninck-Quick Step \| + 12 s \| \| \| 4.º \| Marc Hirschi \| Team Sunweb \| + 13 s \| \| \| 5.º \| Alexéi Lutsenko \| Astana \| + 14 s \| \| \| 6.º \| Tom Slagter \| Dimension Data \| + 14 s \| \| \| 7.º \| Diego Ulissi \| UAE Team Emirates \| + 15 s \| \| \| 8.º \| Jasper Stuyven \| Trek-Segafredo \| + 16 s \| \| \| 9.º \| Reinardt Janse van Rensburg \| Dimension Data \| + 16 s \| \| \| 10.º \| Benjamin Swift \| Team Ineos \| + 16 s \| \| |                             |                       |                 |
| |                             |                       |                 |
| Fuente: ProCyclingStats |                             |                       |                 |
| Clasificación general |                             |                       |                 |
| Ciclista | Ciclista                    | Equipo                | Tiempo          |
| 1.º | Alexander Kristoff          | UAE Team Emirates     | 8 h 10 min 18 s |
| 2.º | Sonny Colbrelli             | Bahrain-Merida        | + 10 s          |
| 3.º | Yves Lampaert               | Deceuninck-Quick Step | + 12 s          |
| 4.º | Marc Hirschi                | Team Sunweb           | + 13 s          |
| 5.º | Alexéi Lutsenko             | Astana                | + 14 s          |
| 6.º | Tom Slagter                 | Dimension Data        | + 14 s          |
| 7.º | Diego Ulissi                | UAE Team Emirates     | + 15 s          |
| 8.º | Jasper Stuyven              | Trek-Segafredo        | + 16 s          |
| 9.º | Reinardt Janse van Rensburg | Dimension Data        | + 16 s          |
| 10.º | Benjamin Swift              | Team Ineos            | + 16 s          |

### 3.ª etapa
| Gotinga - Eisenach | etapa escarpada | (177 km) |

| \| Clasificación de la etapa \| Clasificación de la etapa \| Clasificación de la etapa \| Clasificación de la etapa \| Clasificación de la etapa \| \| Ciclista \| Ciclista \| Equipo \| Tiempo \| \| \| ------------------------- \| ------------------------- \| ------------------------- \| ------------------------- \| ------------------------- \| \| 1.º \| Kasper Asgreen \| Deceuninck-Quick Step \| 4 h 27 min 53 s \| \| \| 2.º \| Jasper Stuyven \| Trek-Segafredo \| + 0 s \| \| \| 3.º \| Sonny Colbrelli \| Bahrain-Merida \| + 17 s \| \| \| 4.º \| Yves Lampaert \| Deceuninck-Quick Step \| + 17 s \| \| \| 5.º \| Tom Slagter \| Dimension Data \| + 17 s \| \| \| 6.º \| Marc Hirschi \| Team Sunweb \| + 17 s \| \| \| 7.º \| Toms Skujiņš \| Trek-Segafredo \| + 17 s \| \| \| 8.º \| Jens Keukeleire \| Lotto-Soudal \| + 17 s \| \| \| 9.º \| Diego Ulissi \| UAE Team Emirates \| + 17 s \| \| \| 10.º \| Jhonatan Narváez \| Team Ineos \| + 17 s \| \| |                  |                       |                 |
| |                  |                       |                 |
| Fuente: ProCyclingStats |                  |                       |                 |
| Clasificación de la etapa |                  |                       |                 |
| Ciclista | Ciclista         | Equipo                | Tiempo          |
| 1.º | Kasper Asgreen   | Deceuninck-Quick Step | 4 h 27 min 53 s |
| 2.º | Jasper Stuyven   | Trek-Segafredo        | + 0 s           |
| 3.º | Sonny Colbrelli  | Bahrain-Merida        | + 17 s          |
| 4.º | Yves Lampaert    | Deceuninck-Quick Step | + 17 s          |
| 5.º | Tom Slagter      | Dimension Data        | + 17 s          |
| 6.º | Marc Hirschi     | Team Sunweb           | + 17 s          |
| 7.º | Toms Skujiņš     | Trek-Segafredo        | + 17 s          |
| 8.º | Jens Keukeleire  | Lotto-Soudal          | + 17 s          |
| 9.º | Diego Ulissi     | UAE Team Emirates     | + 17 s          |
| 10.º | Jhonatan Narváez | Team Ineos            | + 17 s          |

| \| Clasificación general \| Clasificación general \| Clasificación general \| Clasificación general \| Clasificación general \| \| Ciclista \| Ciclista \| Equipo \| Tiempo \| \| \| --------------------- \| --------------------- \| --------------------- \| --------------------- \| --------------------- \| \| 1.º \| Jasper Stuyven \| Trek-Segafredo \| 12 h 38 min 21 s \| \| \| 2.º \| Sonny Colbrelli \| Bahrain-Merida \| + 13 s \| \| \| 3.º \| Alexéi Lutsenko \| Astana \| + 18 s \| \| \| 4.º \| Yves Lampaert \| Deceuninck-Quick Step \| + 19 s \| \| \| 5.º \| Marc Hirschi \| Team Sunweb \| + 20 s \| \| \| 6.º \| Diego Ulissi \| UAE Team Emirates \| + 20 s \| \| \| 7.º \| Tom Slagter \| Dimension Data \| + 21 s \| \| \| 8.º \| Jonas Vingegaard \| Team Jumbo-Visma \| + 22 s \| \| \| 9.º \| Jens Keukeleire \| Lotto-Soudal \| + 23 s \| \| \| 10.º \| Toms Skujiņš \| Trek-Segafredo \| + 23 s \| \| |                  |                       |                  |
| |                  |                       |                  |
| Fuente: ProCyclingStats |                  |                       |                  |
| Clasificación general |                  |                       |                  |
| Ciclista | Ciclista         | Equipo                | Tiempo           |
| 1.º | Jasper Stuyven   | Trek-Segafredo        | 12 h 38 min 21 s |
| 2.º | Sonny Colbrelli  | Bahrain-Merida        | + 13 s           |
| 3.º | Alexéi Lutsenko  | Astana                | + 18 s           |
| 4.º | Yves Lampaert    | Deceuninck-Quick Step | + 19 s           |
| 5.º | Marc Hirschi     | Team Sunweb           | + 20 s           |
| 6.º | Diego Ulissi     | UAE Team Emirates     | + 20 s           |
| 7.º | Tom Slagter      | Dimension Data        | + 21 s           |
| 8.º | Jonas Vingegaard | Team Jumbo-Visma      | + 22 s           |
| 9.º | Jens Keukeleire  | Lotto-Soudal          | + 23 s           |
| 10.º | Toms Skujiņš     | Trek-Segafredo        | + 23 s           |

### 4.ª etapa
| Eisenach - Érfurt | etapa de media montaña | (160 km) |

| \| Clasificación de la etapa \| Clasificación de la etapa \| Clasificación de la etapa \| Clasificación de la etapa \| Clasificación de la etapa \| \| Ciclista \| Ciclista \| Equipo \| Tiempo \| \| \| ------------------------- \| ------------------------- \| ------------------------- \| ------------------------- \| ------------------------- \| \| 1.º \| Sonny Colbrelli \| Bahrain-Merida \| 3 h 44 min 48 s \| \| \| 2.º \| Yves Lampaert \| Deceuninck-Quick Step \| + 0 s \| \| \| 3.º \| Alexander Kristoff \| UAE Team Emirates \| + 0 s \| \| \| 4.º \| Alexéi Lutsenko \| Astana \| + 0 s \| \| \| 5.º \| Jasper Stuyven \| Trek-Segafredo \| + 0 s \| \| \| 6.º \| Diego Ulissi \| UAE Team Emirates \| + 0 s \| \| \| 7.º \| Cees Bol \| Team Sunweb \| + 0 s \| \| \| 8.º \| Benjamin Swift \| Team Ineos \| + 0 s \| \| \| 9.º \| Tom Slagter \| Dimension Data \| + 0 s \| \| \| 10.º \| Simon Geschke \| CCC Team \| + 0 s \| \| |                    |                       |                 |
| |                    |                       |                 |
| Fuente: ProCyclingStats |                    |                       |                 |
| Clasificación de la etapa |                    |                       |                 |
| Ciclista | Ciclista           | Equipo                | Tiempo          |
| 1.º | Sonny Colbrelli    | Bahrain-Merida        | 3 h 44 min 48 s |
| 2.º | Yves Lampaert      | Deceuninck-Quick Step | + 0 s           |
| 3.º | Alexander Kristoff | UAE Team Emirates     | + 0 s           |
| 4.º | Alexéi Lutsenko    | Astana                | + 0 s           |
| 5.º | Jasper Stuyven     | Trek-Segafredo        | + 0 s           |
| 6.º | Diego Ulissi       | UAE Team Emirates     | + 0 s           |
| 7.º | Cees Bol           | Team Sunweb           | + 0 s           |
| 8.º | Benjamin Swift     | Team Ineos            | + 0 s           |
| 9.º | Tom Slagter        | Dimension Data        | + 0 s           |
| 10.º | Simon Geschke      | CCC Team              | + 0 s           |

## Clasificaciones finales
- Las clasificaciones finalizaron de la siguiente forma:[4]

### Clasificación general
| \| Clasificación general \| Clasificación general \| Clasificación general \| Clasificación general \| Clasificación general \| \| Ciclista \| Ciclista \| Equipo \| Tiempo \| \| \| --------------------- \| --------------------- \| --------------------- \| --------------------- \| --------------------- \| \| 1.º \| Jasper Stuyven \| Trek-Segafredo \| 16 h 23 min 09 s \| \| \| 2.º \| Sonny Colbrelli \| Bahrain-Merida \| + 3 s \| \| \| 3.º \| Yves Lampaert \| Deceuninck-Quick Step \| + 12 s \| \| \| 4.º \| Alexéi Lutsenko \| Astana \| + 15 s \| \| \| 5.º \| Diego Ulissi \| UAE Team Emirates \| + 20 s \| \| \| 6.º \| Marc Hirschi \| Team Sunweb \| + 20 s \| \| \| 7.º \| Jens Keukeleire \| Lotto-Soudal \| + 21 s \| \| \| 8.º \| Tom Slagter \| Dimension Data \| + 21 s \| \| \| 9.º \| Jonas Vingegaard \| Team Jumbo-Visma \| + 22 s \| \| \| 10.º \| Toms Skujiņš \| Trek-Segafredo \| + 23 s \| \| |                  |                       |                  |
| |                  |                       |                  |
| Fuente: ProCyclingStats |                  |                       |                  |
| Clasificación general |                  |                       |                  |
| Ciclista | Ciclista         | Equipo                | Tiempo           |
| 1.º | Jasper Stuyven   | Trek-Segafredo        | 16 h 23 min 09 s |
| 2.º | Sonny Colbrelli  | Bahrain-Merida        | + 3 s            |
| 3.º | Yves Lampaert    | Deceuninck-Quick Step | + 12 s           |
| 4.º | Alexéi Lutsenko  | Astana                | + 15 s           |
| 5.º | Diego Ulissi     | UAE Team Emirates     | + 20 s           |
| 6.º | Marc Hirschi     | Team Sunweb           | + 20 s           |
| 7.º | Jens Keukeleire  | Lotto-Soudal          | + 21 s           |
| 8.º | Tom Slagter      | Dimension Data        | + 21 s           |
| 9.º | Jonas Vingegaard | Team Jumbo-Visma      | + 22 s           |
| 10.º | Toms Skujiņš     | Trek-Segafredo        | + 23 s           |

### Clasificación de la montaña
| Clasificación de la montaña | Clasificación de la montaña | Clasificación de la montaña | Clasificación de la montaña | Clasificación de la montaña |
| Ciclista                    | Ciclista                    | Equipo                      | Puntos                      |                             |
| --------------------------- | --------------------------- | --------------------------- | --------------------------- | --------------------------- |
| 1.º                         | Magnus Cort                 | Astana                      | 8 pts                       |                             |
| 2.º                         | Vincenzo Nibali             | Bahrain-Merida              | 8 pts                       |                             |
| 3.º                         | Remco Evenepoel             | Deceuninck-Quick Step       | 5 pts                       |                             |
| 4.º                         | Jenthe Biermans             | Katusha-Alpecin             | 5 pts                       |                             |
| 5.º                         | Julian Alaphilippe          | Deceuninck-Quick Step       | 5 pts                       |                             |
| 6.º                         | Davide Villella             | Astana                      | 3 pts                       |                             |
| 7.º                         | Miká Heming                 | Dauner-AKKON                | 3 pts                       |                             |
| 8.º                         | Mads Pedersen               | Trek-Segafredo              | 3 pts                       |                             |
| 9.º                         | Alexéi Lutsenko             | Astana                      | 2 pts                       |                             |
| 10.º                        | Ígor Bóyev                  | Gazprom-RusVelo             | 2 pts                       |                             |

### Clasificación por puntos
| Clasificación por puntos | Clasificación por puntos | Clasificación por puntos | Clasificación por puntos | Clasificación por puntos |
| Ciclista                 | Ciclista                 | Equipo                   | Puntos                   |                          |
| ------------------------ | ------------------------ | ------------------------ | ------------------------ | ------------------------ |
| 1.º                      | Sonny Colbrelli          | Bahrain-Merida           | 37 pts                   |                          |
| 2.º                      | Alexander Kristoff       | UAE Team Emirates        | 36 pts                   |                          |
| 3.º                      | Jasper Stuyven           | Trek-Segafredo           | 30 pts                   |                          |
| 4.º                      | Yves Lampaert            | Deceuninck-Quick Step    | 28 pts                   |                          |
| 5.º                      | Kasper Asgreen           | Deceuninck-Quick Step    | 23 pts                   |                          |
| 6.º                      | Julian Alaphilippe       | Deceuninck-Quick Step    | 11 pts                   |                          |
| 7.º                      | Cees Bol                 | Team Sunweb              | 11 pts                   |                          |
| 8.º                      | Remco Evenepoel          | Deceuninck-Quick Step    | 10 pts                   |                          |
| 9.º                      | Joshua Huppertz          | Team Lotto-Kern Haus     | 10 pts                   |                          |
| 10.º                     | Benjamin Swift           | Team Ineos               | 10 pts                   |                          |

### Clasificación de los jóvenes
| Clasificación del mejor joven | Clasificación del mejor joven | Clasificación del mejor joven | Clasificación del mejor joven | Clasificación del mejor joven |
| Ciclista                      | Ciclista                      | Equipo                        | Tiempo                        |                               |
| ----------------------------- | ----------------------------- | ----------------------------- | ----------------------------- | ----------------------------- |
| 1.º                           | Marc Hirschi                  | Team Sunweb                   | 16 h 23 min 29 s              |                               |
| 2.º                           | Jonas Vingegaard              | Team Jumbo-Visma              | + 2 s                         |                               |
| 3.º                           | Jhonatan Narváez              | Team Ineos                    | + 3 s                         |                               |
| 4.º                           | Jai Hindley                   | Team Sunweb                   | + 26 s                        |                               |
| 5.º                           | Nils Politt                   | Katusha-Alpecin               | + 1 min 06 s                  |                               |
| 6.º                           | Remco Evenepoel               | Deceuninck-Quick Step         | + 7 min 10 s                  |                               |
| 7.º                           | Aleksandr Ryabushenko         | UAE Team Emirates             | + 7 min 29 s                  |                               |
| 8.º                           | Kasper Asgreen                | Deceuninck-Quick Step         | + 7 min 54 s                  |                               |
| 9.º                           | Enric Mas                     | Deceuninck-Quick Step         | + 9 min 01 s                  |                               |
| 10.º                          | Jenthe Biermans               | Katusha-Alpecin               | + 9 min 15 s                  |                               |

### Clasificación por equipos
| Clasificación por equipos | Clasificación por equipos | Clasificación por equipos | Clasificación por equipos |
| Equipo                    | Equipo                    | Tiempo                    |                           |
| ------------------------- | ------------------------- | ------------------------- | ------------------------- |
| 1.º                       | Deceuninck-Quick Step     | 49 h 12 min 31 s          |                           |
| 2.º                       | Dimension Data            | + 4 min 08 s              |                           |
| 3.º                       | Trek-Segafredo            | + 4 min 48 s              |                           |
| 4.º                       | Team Sunweb               | + 5 min 31 s              |                           |
| 5.º                       | AG2R La Mondiale          | + 6 min 18 s              |                           |
| 6.º                       | UAE Team Emirates         | + 6 min 34 s              |                           |
| 7.º                       | Team Jumbo-Visma          | + 6 min 58 s              |                           |
| 8.º                       | Lotto Soudal              | + 7 min 09 s              |                           |
| 9.º                       | Bahrain-Merida            | + 8 min 56 s              |                           |
| 10.º                      | CCC Team                  | + 11 min 36 s             |                           |

## Evolución de las clasificaciones
| Etapa                   | Vencedor                | Clasificación general | Clasificación de la montaña | Clasificación por puntos | Clasificación de los jóvenes | Clasificación por equipos |
| ----------------------- | ----------------------- | --------------------- | --------------------------- | ------------------------ | ---------------------------- | ------------------------- |
| 1.ª                     | Pascal Ackermann        | Pascal Ackermann      | Julien Bernard              | Pascal Ackermann         | Pascal Ackermann             | UAE Emirates              |
| 2.ª                     | Alexander Kristoff      | Alexander Kristoff    | Davide Villella             | Alexander Kristoff       | Marc Hirschi                 | UAE Emirates              |
| 3.ª                     | Kasper Asgreen          | Jasper Stuyven        | Vincenzo Nibali             | Alexander Kristoff       | Marc Hirschi                 | Deceuninck-Quick Step     |
| 4.ª                     | Sonny Colbrelli         | Jasper Stuyven        | Magnus Cort                 | Sonny Colbrelli          | Marc Hirschi                 | Deceuninck-Quick Step     |
| Clasificaciones finales | Clasificaciones finales | Jasper Stuyven        | Magnus Cort                 | Sonny Colbrelli          | Marc Hirschi                 | Deceuninck-Quick Step     |

## UCI World Ranking
La Vuelta a Alemania otorgó puntos para el UCI World Ranking para corredores de los equipos en las categorías UCI WorldTeam, Profesional Continental y Equipos Continentales. Las siguientes tablas son el baremo de puntuación y los 10 corredores que obtuvieron más puntos:
| Posición              | 1.º | 2.º | 3.º | 4.º | 5.º | 6.º | 7.º | 8.º | 9.º | 10.º | 11.º | 12.º | 13.º | 14.º | 15.º | 16.º-30.º | 31.º-40.º |
| Clasificación general | 200 | 150 | 125 | 100 | 85  | 70  | 60  | 50  | 40  | 35   | 30   | 25   | 20   | 15   | 10   | 5         | 3         |
| Por etapa             | 20  | 10  | 5   |     |     |     |     |     |     |      |      |      |      |      |      |           |           |
| Líder                 | 5   |     |     |     |     |     |     |     |     |      |      |      |      |      |      |           |           |

| Clasificación |                    |                       |         |       |       |       |
| Posición      | Ciclista           | Equipo                | General | Etapa | Líder | Total |
| ------------- | ------------------ | --------------------- | ------- | ----- | ----- | ----- |
| 1.º           | Jasper Stuyven     | Trek-Segafredo        | 200     | 10    | 5     | 215   |
| 2.º           | Sonny Colbrelli    | Bahrain Merida        | 150     | 30    | -     | 180   |
| 3.º           | Yves Lampaert      | Deceuninck-Quick Step | 125     | 15    | -     | 140   |
| 4.º           | Alexey Lutsenko    | Astana                | 100     | -     | -     | 100   |
| 5.º           | Diego Ulissi       | UAE Emirates          | 85      | -     | -     | 85    |
| 6.º           | Marc Hirschi       | Sunweb                | 70      | -     | -     | 70    |
| 7.º           | Jens Keukeleire    | Lotto Soudal          | 60      | -     | -     | 60    |
| 8.º           | Tom Slagter        | Dimension Data        | 50      | -     | -     | 50    |
| 9.º           | Alexander Kristoff | UAE Emirates          | 5       | 35    | 5     | 45    |
| 10.º          | Jonas Vingegaard   | Jumbo-Visma           | 40      | -     | -     | 40    |